# Владимир Мусаков (преводач)
Вижте пояснителната страница за други личности с името Владимир Мусаков.
Владимир Мусаков е изтъкнат български преводач от немски и английски език. Претворил е над 100 творби от големи автори като Ерих Кестнер (10 негови книги, 1946-1965), Хайнрих Бьол, Лион Фойхтвангер, Гьоте, Шилер, Хайнрих Ман, Карл Май, стихове от Кестнер, Лонгфелоу, Уитман, Рилке, пиеси от Брехт, Голсуърти и др.

## Биография
Владимир Илиев Мусаков е роден на 7 май 1928 г. в Свищов в семейството на Илия Мусаков, български писател и публицист (1894–сл. 1950)., обявен при социализма за представител на фашистката литература.
Владимир Мусаков успява да завърши прогимназия и гимназия в София. Но семейството му е изселено и „вундеркиндът на групата“, както го наричат приятелите му, няма право нито да живее, нито да стъпва в София.
Когато режимът омеква, Владимир Мусаков може да следва – учи право в Софийския университет и финанси във Висшия икономически институт „Карл Маркс“. После става редактор в БТА (1958), получава работа и в двуседмичника „Културни новини“, а през следващите години е контролен редактор в Българската енциклопедия на БАН (1961–1962), редактор в литературния отдел на телевизията (1962–1964), в информационния център към издателство „Народна култура“ (1964–1966), хоноруван преводач и сътрудник на изд. „Народна култура“ (от 1966).
Мусаков е автор на радиопиеси по мотиви от произведения на Кестнер, Леонард Франк, Александър Беляев и др., предговори, рецензии, статии, очерци в литературни издания, интервюта с писатели.
Владимир Мусаков умира на 8 януари 1966 г. от тумор в мозъка, ненавършил 38 години.

## Преводи
1. Карл Май, Заветът на Винету, роман, 1943
2. Карл Май, Героят от прериите, роман, 1944
3. Карл Май, Сребърното езеро, роман, 1945
4. Карл Май, Черният мустанг, роман, 1946, 1991
5. Карл Май, Керванът на робите, роман, 1946, 1991
6. Карл Май, Завръщането на трапера, романи, 1946 (с Хр. Б. Андреев)
7. Фридрих Шилер, Вилхелм Тел, драма, 1946
8. Волф Дуриан, Момчето от сандъка, роман, 1946
9. Зейн Грей, Водачът на керваните, роман, 1946, 1991, 1992
10. Зейн Грей, Железният път, роман, 1947, 1991
11. Йохан Волфганг Гьоте, Фауст, трагедия, 1947
12. Карл Май, Рио де ла Плата, роман, 1947, 1961, 1969, 1991
13. Карл Май, През пустинята, Кн. 1-2, роман, 1947
14. Карл Май, Край Тихия океан, пътеписи, 1947
15. Карл Май, Кианг-Лу; Между китайските роби, пътеписи, 1947
16. Ерих Кестнер, Емил и тримата близнаци, роман, 1947, 2000
17. Ъптон Синклер, Уолстрийт , роман, 1948
18. Ерих Кестнер, Двойната Лотхен, роман, 1949, 1957, 1997, 1999, 2006
19. Вили Бредел, Изпитание, роман, 1954
20. Бодо Узе, Патриоти, роман, 1955
21. Хауърд Фаст, Сако и Ванцети, роман, 1955
22. Лудвиг Рен, Трини: Историята на едно индианче, роман, 1956
23. Карл Брукнер, Пабло Индианчето, роман, 1956 (с Елена Ялъмова)
24. Бертолт Брехт, Опера за три гроша, драма, 1957
25. Ханс Хелмут Кирст, Наричахме го „Обесникът“, роман, 1957
26. Ерих Кестнер, Антон и Точица, роман, 1957, 1964, 1992, 1997, 1999, 2006
27. Лион Фойхтвангер, Гойя или Трудният път към прозрението, роман, 1958, 1967, 1983 (с Елена Ялъмова)
28. Ерих Кестнер, Трима мъже в снега, роман, 1959, 1983, 2008
29. Ерих Кестнер, Хвърчащата класна стая, роман, 1960, 1993
30. Ерих Кестнер, Изчезналата миниатюра или още Приключенията на един чувствителен месар, роман, 1960, 1992
31. Арнолд Бронен, Езоп: 7 разказа от древна Елада, 1960, 1969
32. Карл Фридрих Каул, Синята папка, роман, 1960
33. Лион Фойхтвангер, Испанска балада, роман, 1960, 1980, 1983
34. Лион Фойхтвангер, Лисици в лозето. Кн. 1-2, роман, 1961, 1979
35. Хуго Хартунг, Ние, децата – чудо, роман, 1961
36. Джеймс Фенимор Купър, Ловецът на елени, роман, 1961, 1977, 2001
37. Кингсли Еймис, Щастливецът Джим, роман, 1961
38. Ерих Кестнер, Фабиан: историята на един моралист, роман, 1962, 1983
39. Лион Фойхтвангер, Грозната херцогиня Маргарете Маулташ, роман, 1962
40. Гюнтер Вайзенборн, Мемориал, спомени, разкази, есета, 1962
41. Геролф Алшнер, Голямото странствуване на животните, 1963
42. Волф Дуриан, Робър, повест, 1964
43. Леонард Франк, Последният вагон, повест, 1964
44. Волфганг Шрайер, Сънят на капитан Лой, роман, 1964
45. Ерих Кестнер, Малкият мъж, роман, 1965, 1993, 1995, 1999, 2006
46. Ерих Кестнер, Презграничното пътуване, роман, 1965
47. Хайнрих Ман, Учителят Унрат или Краят на един тиранин, роман, 1965
48. Хайнрих Бьол, Възгледите на един клоун, роман, 1966
49. Дитер Нол, Приключенията на Вернер Холт: Т. 1-2, роман, 1967 (със Спас Н. Мулешков)
50. Хайнрих Бьол, Безсмъртната Теодора, разкази, 1968
51. Ерих Кестнер, Емил и тримата близнаци; Антон и Точица; Хвърчащата класна стая; Двойната Лотхен, романи, 1969
52. Ерих Кестнер, Романи за деца, 1977, 1982
53. Ерих Кестнер, Това се случи на 35 май, роман, 1981, 1992, 1998
54. Ерих Кестнер, Презгранично пътуване; Изчезналата миниатюра, романи, 1984
55. Карл Май, Речния дракон, роман, 1991
56. Карл Май, Краля на петрола, роман, 1991
57. Карл Май, През дивия Кюрдистан, роман, 1992
58. Ерих Кестнер, Антон и Точица; Хвърчащата класна стая; Двойната Лотхен, романи, 2010

## Писатели в превод на Владимир Мусаков
| - Геролф Алшнер - Вили Бредел - Бертолт Брехт - Арнолд Бронен - Карл Брукнер - Хайнрих Бьол - Гюнтер Вайзенборн - Волф Дуриан - Кингсли Еймис | - Зейн Грей - Йохан Волфганг Гьоте - Карл Фридрих Каул - Ерих Кестнер - Ханс Хелмут Кирст - Джеймс Фенимор Купър - Карл Май - Хайнрих Ман - Дитер Нол | - Лудвиг Рен - Ъптон Синклер - Бодо Узе - Хауърд Фаст - Лион Фойхтвангер - Леонард Франк - Хуго Хартунг - Фридрих Шилер - Волфганг Шрайер |

За отношението на Владимир Мусаков към живота и словото писателят Георги Марков споделя:
| „ | Това беше неизказана, съзерцателна любов към речта, история, обичаи и природа. Той беше в плен на Средногорието. Любимият му град беше Копривщица, където той живееше в старата дървена къща на някаква бабичка, за да се наслаждава на някогашната изкусна дърворезба. Той се чувстваше щастлив да броди в старите гробища, да стои край паметника на Дебеляновата майка, да тълкува мъдрите думи, изписани върху надгробните плочи. | “ |